# FC Beșiktaș Chișinău
FC Beșiktaș Chișinău a fost un club de fotbal din Chișinău, Republica Moldova. El a fost fondat în 2007, iar în 2008 s-a desființat din probleme financiare. Echipa a jucat în Divizia "A", al doilea eșalon al fotbalului Moldovenesc.